# Arzano (Finisterre)
 Arzano  (en bretón An Arzhanaou) es una población y comuna francesa, en la región de Bretaña, departamento de Finisterre, en el distrito de Quimper y cantón de Arzano.

## Demografía
| 1310 | 1206 | 1103 | 1113 | 1224 | 1324 |
| Para los censos de 1962 a 1999 la población legal corresponde a la población sin duplicidades (Fuente: INSEE [Consultar]) |      |      |      |      |      |

## Hermanamientos
- Arzano  Italia